# San Pedro de Mérida
San Pedro de Mérida je španělská obec situovaná v provincii Badajoz (autonomní společenství Extremadura).

## Poloha
Obec je vzdálena 13 km od Méridy a 75 km od města Badajoz. Patří do okresu Tierra de Mérida – Vegas Bajas a soudního okresu Mérida. Obcí prochází silnice E90.

## Historie
V roce 1834 se obec stává součástí soudního okresu Mérida. V roce 1842 čítala obec 72 usedlostí a 240 obyvatel.

## Demografie
| Populace obce San Pedro de Mérida z let (1842–2010) | Populace obce San Pedro de Mérida z let (1842–2010) | Populace obce San Pedro de Mérida z let (1842–2010) | Populace obce San Pedro de Mérida z let (1842–2010) | Populace obce San Pedro de Mérida z let (1842–2010) | Populace obce San Pedro de Mérida z let (1842–2010) | Populace obce San Pedro de Mérida z let (1842–2010) | Populace obce San Pedro de Mérida z let (1842–2010) | Populace obce San Pedro de Mérida z let (1842–2010) | Populace obce San Pedro de Mérida z let (1842–2010) | Populace obce San Pedro de Mérida z let (1842–2010) | Populace obce San Pedro de Mérida z let (1842–2010) | Populace obce San Pedro de Mérida z let (1842–2010) | Populace obce San Pedro de Mérida z let (1842–2010) | Populace obce San Pedro de Mérida z let (1842–2010) | Populace obce San Pedro de Mérida z let (1842–2010) | Populace obce San Pedro de Mérida z let (1842–2010) | Populace obce San Pedro de Mérida z let (1842–2010) |
| --------------------------------------------------- | --------------------------------------------------- | --------------------------------------------------- | --------------------------------------------------- | --------------------------------------------------- | --------------------------------------------------- | --------------------------------------------------- | --------------------------------------------------- | --------------------------------------------------- | --------------------------------------------------- | --------------------------------------------------- | --------------------------------------------------- | --------------------------------------------------- | --------------------------------------------------- | --------------------------------------------------- | --------------------------------------------------- | --------------------------------------------------- | --------------------------------------------------- |
| 1842                                                | 1857                                                | 1860                                                | 1877                                                | 1887                                                | 1897                                                | 1900                                                | 1910                                                | 1920                                                | 1930                                                | 1940                                                | 1950                                                | 1960                                                | 1970                                                | 1981                                                | 1991                                                | 2001                                                | 2010                                                |
| 240                                                 | 593                                                 | 546                                                 | 702                                                 | 614                                                 | 594                                                 | 598                                                 | 713                                                 | 831                                                 | 921                                                 | 867                                                 | 1 026                                               | 1 179                                               | 878                                                 | 727                                                 | 827                                                 | 825                                                 | 871                                                 |